# تكالو
تكالو هي قرية في مقاطعة أرومية، إيران. يقدر عدد سكانها بـ 324 نسمة بحسب إحصاء 2016.